# Campeonato Soviético de Xadrez de 1987
O Campeonato Soviético de Xadrez de 1987 foi a 54ª edição do Campeonato de xadrez da URSS, realizado em Minsk, de 3 a 29 de março de 1987. Alexander Beliavsky foi o campeão da competição após vencer um match-desempate contra Valery Salov. Semifinais ocorreram em Sevastopol e Pinsk; dois torneios da Primeira Liga, também classificatórios para a final, foram realizados em Kuibyshev e Irkutsk.

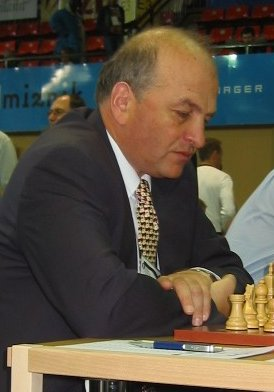
Alexander Beliavsky

## Classificatórios

### Semifinais
Dois torneios de semifinais foram realizadas em agosto de 1986 nas cidades de Sevastopol e Pinsk, classificando 8 jogadores para a Primeira Liga.

### Primeira Liga
Dois torneios da Primeira Liga, qualificatórios para a final, foram realizados. 
| N° | Jogador             | Rating | 1 | 2 | 3 | 4 | 5 | 6 | 7 | 8 | 9 | 10 | 11 | 12 | 13 | 14 | 15 | 16 | 17 | 18 | Total |
| -- | ------------------- | ------ | - | - | - | - | - | - | - | - | - | -- | -- | -- | -- | -- | -- | -- | -- | -- | ----- |
| 1  | Smbat Lputian       | 2520   | - | ½ | 0 | ½ | ½ | ½ | 1 | ½ | ½ | ½  | 1  | 1  | ½  | 1  | 1  | ½  | ½  | 1  | 11    |
| 2  | Valery Salov        | 2550   | ½ | - | ½ | ½ | ½ | ½ | ½ | 1 | ½ | ½  | ½  | 1  | ½  | ½  | ½  | 1  | ½  | 1  | 10½   |
| 3  | Evgeny Bareev       | 2470   | 1 | ½ | - | ½ | ½ | ½ | ½ | ½ | ½ | ½  | 1  | ½  | 1  | 0  | ½  | 1  | 1  | 0  | 10    |
| 4  | Lev Psakhis         | 2555   | ½ | ½ | ½ | - | ½ | ½ | ½ | ½ | 1 | ½  | 1  | ½  | ½  | ½  | 1  | ½  | ½  | ½  | 10    |
| 5  | Viktor Gavrikov     | 2550   | ½ | ½ | ½ | ½ | - | 1 | ½ | 1 | ½ | 0  | 0  | ½  | ½  | 1  | ½  | 1  | ½  | 1  | 10    |
| 6  | Sergey Dolmatov     | 2510   | ½ | ½ | ½ | ½ | 0 | - | ½ | ½ | ½ | 1  | 1  | ½  | ½  | ½  | ½  | 1  | 1  | ½  | 10    |
| 7  | Evgeny Pigusov      | 2500   | 0 | ½ | ½ | ½ | ½ | ½ | - | ½ | ½ | ½  | ½  | ½  | ½  | ½  | 1  | ½  | 1  | ½  | 9     |
| 8  | Konstantin Aseev    | 2440   | ½ | 0 | ½ | ½ | 0 | ½ | ½ | - | 0 | ½  | 1  | 1  | 1  | ½  | ½  | 1  | 0  | 1  | 9     |
| 9  | Yuri Balashov       | 2530   | ½ | ½ | ½ | 0 | ½ | ½ | ½ | 1 | - | ½  | 0  | ½  | ½  | ½  | 0  | ½  | 1  | ½  | 8     |
| 10 | Vassily Ivanchuk    | 2475   | ½ | ½ | ½ | ½ | 1 | 0 | ½ | ½ | ½ | -  | 0  | ½  | ½  | ½  | 0  | ½  | ½  | 1  | 8     |
| 11 | Yuri Kruppa         | 2445   | 0 | ½ | 0 | 0 | 1 | 0 | ½ | 0 | 1 | 1  | -  | ½  | ½  | ½  | 1  | 1  | 0  | ½  | 8     |
| 12 | Yury Dokhoian       | 2450   | 0 | 0 | ½ | ½ | ½ | ½ | ½ | 0 | ½ | ½  | ½  | -  | ½  | 1  | ½  | ½  | 1  | ½  | 8     |
| 13 | Gennadij Timoscenko | 2475   | ½ | ½ | 0 | ½ | ½ | ½ | ½ | 0 | ½ | ½  | ½  | ½  | -  | ½  | ½  | 1  | 0  | ½  | 7½    |
| 14 | Yuri Razuvaev       | 2535   | 0 | ½ | 1 | ½ | 0 | ½ | ½ | ½ | ½ | ½  | ½  | 0  | ½  | -  | ½  | 0  | ½  | 1  | 7½    |
| 15 | Oleg Romanishin     | 2560   | 0 | ½ | ½ | 0 | ½ | ½ | 0 | ½ | 1 | 1  | 0  | ½  | ½  | ½  | -  | 0  | 1  | ½  | 7½    |
| 16 | Alexey Vyzmanavin   | 2480   | ½ | 0 | 0 | ½ | 0 | 0 | ½ | 0 | ½ | ½  | 0  | ½  | 0  | 1  | 1  | -  | 1  | 1  | 7     |
| 17 | Alexander Goldin    | 2390   | ½ | ½ | 0 | ½ | ½ | 0 | 0 | 1 | 0 | ½  | 1  | 0  | 1  | ½  | 0  | 0  | -  | ½  | 6½    |
| 18 | Grigory Serper      | 2200   | 0 | 0 | 1 | ½ | 0 | ½ | ½ | 0 | ½ | 0  | ½  | ½  | ½  | 0  | ½  | 0  | ½  | -  | 5½    |

| N° | Jogador               | Rating | 1 | 2 | 3 | 4 | 5 | 6 | 7 | 8 | 9 | 10 | 11 | 12 | 13 | 14 | 15 | 16 | 17 | 18 | Total |
| -- | --------------------- | ------ | - | - | - | - | - | - | - | - | - | -- | -- | -- | -- | -- | -- | -- | -- | -- | ----- |
| 1  | Vladimir Tukmakov     | 2575   | - | 0 | ½ | 1 | ½ | ½ | ½ | ½ | 1 | ½  | 1  | ½  | ½  | 1  | 1  | ½  | 1  | 1  | 11½   |
| 2  | Alexander Khalifman   | 2500   | 1 | - | ½ | ½ | ½ | ½ | ½ | ½ | ½ | 1  | ½  | 1  | ½  | 1  | ½  | 1  | ½  | ½  | 11    |
| 3  | Nukhim Rashkovsky     | 2445   | ½ | ½ | - | ½ | 0 | 1 | ½ | ½ | ½ | 1  | 0  | 1  | 1  | 1  | ½  | ½  | ½  | 1  | 10½   |
| 4  | Jaan Ehlvest          | 2445   | 0 | ½ | ½ | - | 0 | 1 | ½ | 1 | ½ | ½  | 1  | ½  | ½  | 1  | ½  | 1  | ½  | 1  | 10½   |
| 5  | Alexander Huzman      | 2390   | ½ | ½ | 1 | 1 | - | ½ | 0 | ½ | ½ | ½  | ½  | ½  | ½  | ½  | ½  | 1  | ½  | 1  | 10    |
| 6  | Viktor Kupreichik     | 2490   | ½ | ½ | 0 | 0 | ½ | - | 1 | ½ | ½ | 0  | 1  | 0  | 1  | 1  | ½  | 1  | 1  | 1  | 10    |
| 7  | Gregory Kaidanov      | 2415   | ½ | ½ | ½ | ½ | 1 | 0 | - | ½ | ½ | 0  | ½  | ½  | 1  | ½  | 1  | ½  | 1  | ½  | 9½    |
| 8  | Yuri Yakovich         | 2440   | ½ | ½ | ½ | 0 | ½ | ½ | ½ | - | 0 | ½  | ½  | ½  | ½  | 1  | ½  | 1  | 1  | 1  | 9½    |
| 9  | Alex Yermolinsky      | 2445   | 0 | ½ | ½ | ½ | ½ | ½ | ½ | 1 | - | 1  | ½  | ½  | ½  | ½  | ½  | 0  | 1  | ½  | 9     |
| 10 | Zurab Azmaiparashvili | 2470   | ½ | 0 | 0 | ½ | ½ | 1 | 1 | ½ | 0 | -  | ½  | ½  | ½  | ½  | ½  | ½  | ½  | 1  | 8½    |
| 11 | Evgeny Sveshnikov     | 2535   | 0 | ½ | 1 | 0 | ½ | 0 | ½ | ½ | ½ | ½  | -  | ½  | ½  | ½  | 1  | ½  | ½  | ½  | 8     |
| 12 | Adrian Mikhalchishin  | 2525   | ½ | 0 | 0 | ½ | ½ | 1 | ½ | ½ | ½ | ½  | ½  | -  | ½  | ½  | 0  | ½  | ½  | ½  | 7½    |
| 13 | Igor Novikov          | 2495   | ½ | ½ | 0 | ½ | ½ | 0 | 0 | ½ | ½ | ½  | ½  | ½  | -  | ½  | 1  | ½  | ½  | ½  | 7½    |
| 14 | Elizbar Ubilava       | 2515   | 0 | 0 | 0 | 0 | ½ | 0 | ½ | 0 | ½ | ½  | ½  | ½  | ½  | -  | 1  | ½  | 1  | ½  | 6½    |
| 15 | Lembit Oll            | 2430   | 0 | ½ | ½ | ½ | ½ | ½ | 0 | ½ | ½ | ½  | 0  | 1  | 0  | 0  | -  | ½  | ½  | 0  | 6     |
| 16 | Konstantin Lerner     | 2550   | ½ | 0 | ½ | 0 | 0 | 0 | ½ | 0 | 1 | ½  | ½  | ½  | ½  | ½  | ½  | -  | ½  | 0  | 6     |
| 17 | Leonid Yudasin        | 2495   | 0 | ½ | ½ | ½ | ½ | 0 | 0 | 0 | 0 | ½  | ½  | ½  | ½  | 0  | ½  | ½  | -  | 1  | 6     |
| 18 | Serikbay Temirbayev   | 2200   | 0 | ½ | 0 | 0 | 0 | 0 | ½ | 0 | ½ | 0  | ½  | ½  | ½  | ½  | 1  | 1  | 0  | -  | 5½    |

## Final
| N° | Jogador             | Rating | 1 | 2 | 3 | 4 | 5 | 6 | 7 | 8 | 9 | 10 | 11 | 12 | 13 | 14 | 15 | 16 | 17 | 18 | Total |
| -- | ------------------- | ------ | - | - | - | - | - | - | - | - | - | -- | -- | -- | -- | -- | -- | -- | -- | -- | ----- |
| 1  | Alexander Beliavsky | 2630   | - | ½ | 1 | ½ | 1 | 0 | 1 | ½ | 1 | ½  | ½  | 1  | 0  | ½  | 1  | ½  | ½  | 1  | 11    |
| 2  | Valery Salov        | 2550   | ½ | - | ½ | ½ | ½ | 1 | 1 | ½ | ½ | 1  | 1  | 0  | 0  | ½  | 1  | 1  | 1  | ½  | 11    |
| 3  | Vereslav Eingorn    | 2545   | 0 | ½ | - | ½ | ½ | ½ | ½ | 1 | ½ | ½  | ½  | 1  | ½  | 1  | ½  | ½  | 1  | 1  | 10½   |
| 4  | Jaan Ehlvest        | 2445   | ½ | ½ | ½ | - | 0 | 0 | 0 | 1 | ½ | 1  | 1  | 1  | ½  | ½  | 1  | 1  | ½  | 1  | 10½   |
| 5  | Alexander Chernin   | 2570   | 0 | ½ | ½ | 1 | - | ½ | ½ | ½ | ½ | ½  | 1  | 1  | 1  | ½  | 1  | 0  | ½  | ½  | 10    |
| 6  | Artur Yusupov       | 2645   | 1 | 0 | ½ | 1 | ½ | - | 1 | 0 | 1 | ½  | 0  | ½  | 1  | ½  | ½  | ½  | ½  | 1  | 10    |
| 7  | Sergey Dolmatov     | 2515   | 0 | 0 | ½ | 1 | ½ | 0 | - | ½ | ½ | ½  | ½  | 0  | 1  | 1  | 1  | 1  | 1  | ½  | 9½    |
| 8  | Viktor Kupreichik   | 2475   | ½ | ½ | 0 | 0 | ½ | 1 | ½ | - | 0 | 1  | 1  | 0  | ½  | 1  | 0  | ½  | 1  | 1  | 9     |
| 9  | Smbat Lputian       | 2500   | 0 | ½ | ½ | ½ | ½ | 0 | ½ | 1 | - | 0  | ½  | 1  | 1  | ½  | ½  | 1  | ½  | ½  | 9     |
| 10 | Lev Psakhis         | 2575   | ½ | 0 | ½ | 0 | ½ | ½ | ½ | 0 | 1 | -  | ½  | 1  | ½  | ½  | 1  | ½  | ½  | 1  | 9     |
| 11 | Vladimir Tukmakov   | 2575   | ½ | 0 | ½ | 0 | 0 | 1 | ½ | 0 | ½ | ½  | -  | 1  | 1  | 1  | ½  | 1  | ½  | ½  | 9     |
| 12 | Evgeny Bareev       | 2535   | 0 | 1 | 0 | 0 | 0 | ½ | 1 | 1 | 0 | 0  | 0  | -  | 1  | 1  | ½  | 1  | ½  | ½  | 8     |
| 13 | Viktor Gavrikov     | 2550   | 1 | 1 | ½ | ½ | 0 | 0 | 0 | ½ | 0 | ½  | 0  | 0  | -  | ½  | ½  | ½  | ½  | ½  | 6½    |
| 14 | Nukhim Rashkovsky   | 2470   | ½ | ½ | 0 | ½ | ½ | ½ | 0 | 0 | ½ | ½  | 0  | 0  | ½  | -  | ½  | ½  | 1  | ½  | 6½    |
| 15 | Vladimir Malaniuk   | 2575   | 0 | 0 | ½ | 0 | 0 | ½ | 0 | 1 | ½ | 0  | ½  | ½  | ½  | ½  | -  | ½  | 1  | ½  | 6½    |
| 16 | Alexander Khalifman | 2515   | ½ | 0 | ½ | 0 | 1 | ½ | 0 | ½ | 0 | ½  | 0  | 0  | ½  | ½  | ½  | -  | 0  | 1  | 6     |
| 17 | Mikhail Gurevich    | 2540   | ½ | 0 | 0 | ½ | ½ | ½ | 0 | 0 | ½ | ½  | ½  | ½  | ½  | 0  | 0  | 1  | -  | 0  | 5½    |
| 18 | Vitaly Tseshkovsky  | 2510   | 0 | ½ | 0 | 0 | ½ | 0 | ½ | 0 | ½ | 0  | ½  | ½  | ½  | ½  | ½  | 0  | 1  | -  | 5½    |

### Desempate
| N° | Jogador             | Rating | 1 | 2 | 3 | 4 | Total |
| -- | ------------------- | ------ | - | - | - | - | ----- |
| 1  | Alexander Beliavsky | 2630   | ½ | ½ | 1 | 1 | 3     |
| 2  | Valery Salov        | 2550   | ½ | ½ | 0 | 0 | 1     |